# Olivia van Rooijen
Olivia van Rooijen (Amsterdam, 29 oktober 1988) is een Nederlandse roeister.

## Levensloop
Van Rooijen begon in 2000 met roeien bij KARZV De Hoop en maakte later de overstap naar ASR Nereus. In 2005 behaalde ze bij het WK voor junioren de achtste plaats met de Nederlandse dubbel vier, een jaar later werd ze in dezelfde boot elfde. Bij het WK tot 23 jaar deed Van Rooijen in 2010 mee in de vier zonder stuurvrouw en won zilver. Weer een jaar later haalde ze samen met Wianka van Dorp een bronzen medaille bij de twee zonder stuurvrouw. Haar eerste grootse succes bij de senioren boekte ze op de Wereldkampioenschappen roeien in 2011 waar ze in de vier zonder een bronzen medaille wonnen. In het jaar daarop probeerde ze zich samen met Van Dorp te plaatsen voor de Olympische Spelen in Londen, maar het duo was tijdens de kwalificatiewedstrijden in het Zwitserse Luzern niet goed genoeg. Ze ging wel naar Londen, maar dan als reserve voor de acht. Ze kwam niet in actie.
Samen met Ellen Hogerwerf haalde Van Rooijen in 2015 een zilveren medaille tijdens de Europese kampioenschappen. Een week daarna werd het duo - tegen hun zin - overgeplaatst naar de acht, omdat voor de Roeibond met het oog op de Olympische Spelen in Rio de Janeiro die boot prioriteit had. In de acht won de roeister het jaar daarop een zilveren medaille tijdens de Europese kampioenschappen en werd in Rio de Janeiro zesde. In de dubbel vier behaalde Van Rooijen in 2017 zilver op het EK in Tsjechië en goud op de WK in Florida. In 2018 en 2019 werd er brons gehaald op de Wereldkampioenschappen, gevolgd door een gouden medaille tijdens de Europese kampioenschappen in 2020.

## Resultaten

### Olympische Zomerspelen
| Jaar | Plaats         | Resultaten    |
| ---- | -------------- | ------------- |
| 2016 | Rio de Janeiro | 6e in de acht |

### Wereldkampioenschappen roeien
| Jaar | Plaats              | Resultaten                         |
| ---- | ------------------- | ---------------------------------- |
| 2009 | Poznań              | 14e in de twee-zonder              |
| 2010 | Cambridge           | 10e in de twee-zonder              |
| 2011 | Bled                | in de vier-zonder                  |
| 2013 | Chungju             | 5e in de twee-zonder               |
| 2014 | Amsterdam           | 7e in de dubbel-vier               |
| 2015 | Aiguebelette-le-Lac | 9e in de twee-zonder 6e in de acht |
| 2017 | Sarasota            | in de dubbel-vier                  |
| 2018 | Plovdiv             | in de dubbel-vier                  |
| 2019 | Ottensheim          | in de dubbel-vier                  |

### Europese kampioenschappen
| Jaar | Plaats                 | Resultaten          |
| ---- | ---------------------- | ------------------- |
| 2014 | Belgrado               | 4e in de dubbelvier |
| 2015 | Poznań                 | in de twee-zonder   |
| 2016 | Brandenburg a.d. Havel | in de acht          |
| 2017 | Račice                 | in de dubbelvier    |
| 2018 | Glasgow                | in de dubbelvier    |
| 2019 | Luzern                 | in de dubbelvier    |
| 2020 | Poznań                 | in de dubbelvier    |
| 2021 | Varese                 | in de dubbelvier    |

## Persoonlijk
Van Rooijen studeerde Bèta-Gamma (major scheikunde) aan de Universiteit van Amsterdam en behaalde haar master in scheikunde aan dezelfde universiteit.